# فرانكو كالديرون
فرانكو كالديرون (بالإسبانية: Franco Calderón) هو لاعب كرة قدم أرجنتيني، ولد في 13 مايو 1998. لعب مع يونيون دي سانتا في.

## وصلات خارجية
- فرانكو كالديرون على موقع قاعدة بيانات كرة القدم.إي يو (الإنجليزية)
- فرانكو كالديرون على موقع Soccerway.com (الإنجليزية)
- فرانكو كالديرون على موقع عالم كرة القدم.نت (الإنجليزية)